# خوسيه ك. باز
خوسيه ك. باز (بالإسبانية: José C. Paz)‏ هو صحفي ودبلوماسي وسياسي أرجنتيني، ولد في 2 أكتوبر 1842 في بوينس آيرس في الأرجنتين، وتوفي في 10 مارس 1912 في مونت كارلو في موناكو. انتخب عضو مجلس النواب في الأرجنتين.